# Велика (дем Агия)
Вижте пояснителната страница за други значения на Велика.
Велика (на гръцки: Βελίκα) е крайбрежно село в района на планината Оса, дем Агия в Тесалия, Гърция.

## География
Плажът Велика се намира на 6 км от Агиокампо и всяко лято събира много туристи.
Най-важната забележителност в района е Велишката крепост, която се намира северно от Велика – на малък горист хълм и съвсем близо до брега.